# Ocyptamus funebris
Ocyptamus funebris là một loài ruồi trong họ Ruồi giả ong (Syrphidae). Loài này được Macquart mô tả khoa học đầu tiên năm 1834. Ocyptamus funebris phân bố ở vùng Tân Nhiệt đới